# Kościół Imienia Najświętszej Maryi Panny w Ropczycach
Kościół Imienia Najświętszej Maryi Panny w Ropczycach – zabytkowy kościół z 1730 roku, znajdujący się w Ropczycach, w powiecie ropczycko-sędziszowskim, w województwie podkarpackim.
Kościół wraz z cmentarzem kościelnym wpisany został do rejestru zabytków nieruchomych województwa podkarpackiego.

## Historia
Kościół filialny pw. Imienia Maryi wybudowany w miejsce drewnianego w latach 1721-1738, fundacji Józefa Potockiego, oraz bpa Józefa Czarneckiego. Konsekrowany 12 05 1835 roku .
Znajdująca się w ołtarzu głównym, łaskami słynąca figura Matki Bożej Ropczyckiej – Królowej Rodzin została ukoronowana na prawie diecezjalnym przez Biskupa Kazimierza Górnego 16 września 2001 r., a kościół został podniesiony do godności sanktuarium.

## Architektura
Budynek murowany, orientowany, jednonawowy, barokowy. Prezbiterium węższe i niższe od nawy, zamknięte apsydą. Zakrystia dostawiona do prezbiterium. Po obu stronach fasady dwie czworoboczne, smukłe wieżyczki z wewnętrznymi spiralnymi schodami na chór i poddasze. Na strychu zachowane otwory strzelnicze. Nawa przekryta sklepieniem kolebkowym z lunetami. Apsyda przekryta sklepieniem hemisferycznym z lunetami. W trakcie remontu w 1883 roku dostawiono dwie kruchty. Dach pokryty blachą miedzianą. Budynek był też odnawiany w 1951 i 2001 roku .

## Wystrój i wyposażenie
Wyposażenie jednolite późnobarokowe z XVIII wieku.
- gotycka figura Matki Bożej z Dzieciątkiem z pierwszej połowy XV wieku, wykonana z drewna lipowego, wysokość 74 cm. Rzeźba należy do typu rzeźb Pięknych Madonn;
- obraz ze sceną Zwiastowania (kopia obrazu Rafaela) zasłaniający figurę;
- promienista gloria wykonana w 1965 roku według projektu Zbigniewa Wzorka;
- antepedium z herbem Ropczyc i girlandami kwiatów;
- ambona z wolutami zdobionymi urnami za zniczami;
- pod chórem tablica poświęcona pamięci ks. Michała Siewierskiego autorstwa projektu Bronisława Chromego[2] [3].

## Otoczenie
Drewniane ogrodzenie z 1883 zrekonstruowane w 2010 roku. W czterosłupkowej bramie wejściowej krytej gontem znajduje się barokowa rzeźba św. Jana Nepomucena z XVIII wieku. W ogrodzeniu murowana dzwonnica z XX wieku, z dwoma dzwonami. Starszy ufundowany przez Polonię z Chicago w 1921 roku, drugi z końca XX wieku .